# William May
William Lee "Willie" May, född 11 november 1936 i Knoxville i Alabama, död 28 mars 2012, var en amerikansk friidrottare.
May blev olympisk silvermedaljör på 110 meter häck vid sommarspelen 1960 i Rom.